# Amtsmahlmühle (Räbke)

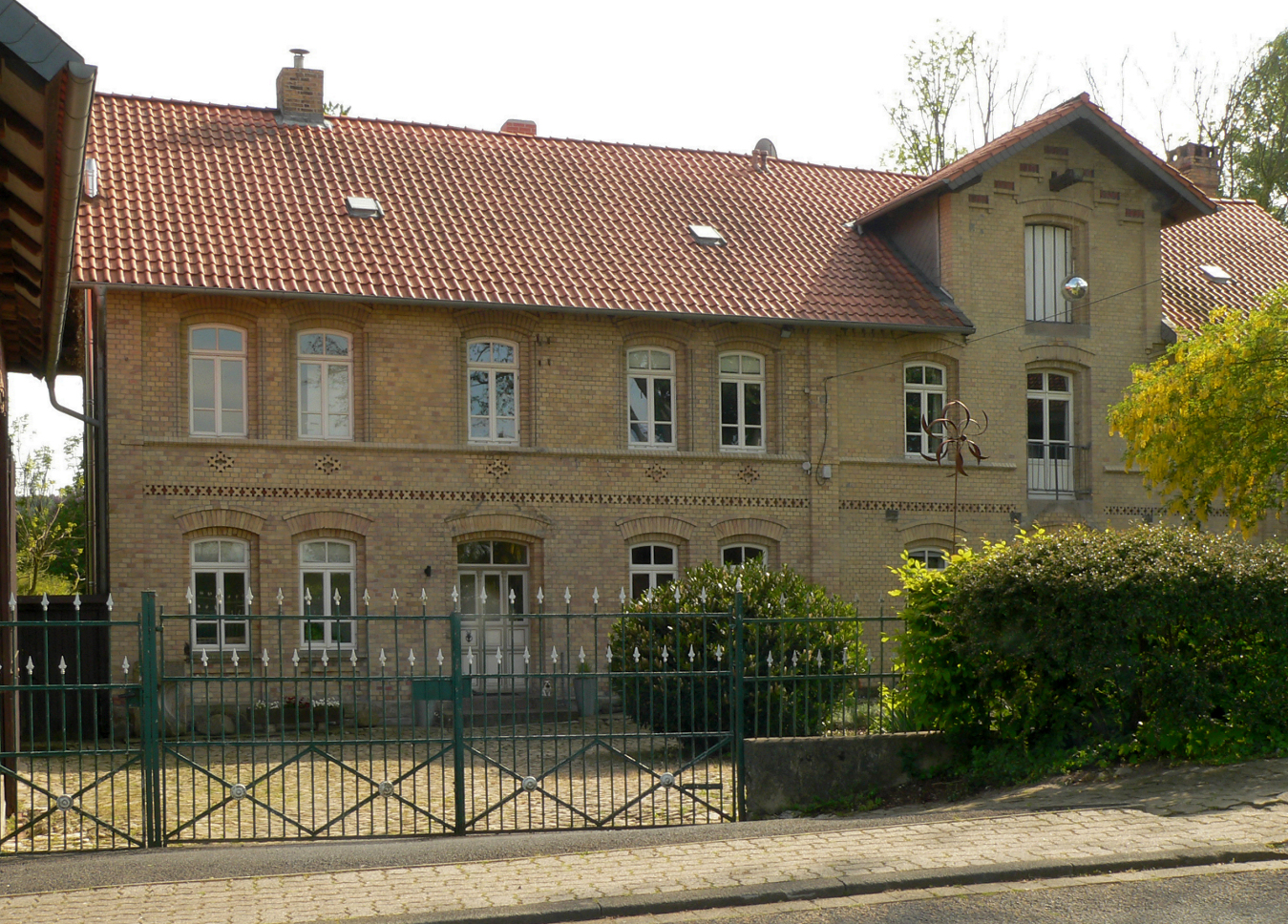
Amtsmahlmühle

Die Amtsmahlmühle, nach früheren Besitzern auch Köhlers Mühle, Deneckens Mühle oder  Günters Mühle genannt, war eine 
oberschlächtige Wassermühle an der Schunter in Räbke im Landkreis Helmstedt. Sie lag außerhalb des Dorfes rund 50 Meter unterhalb der Obermühle und wenige hundert Meter unterhalb der Schunterquelle. Das frühere Mühlengebäude steht seit 1993 unter Denkmalschutz. 

## Beschreibung

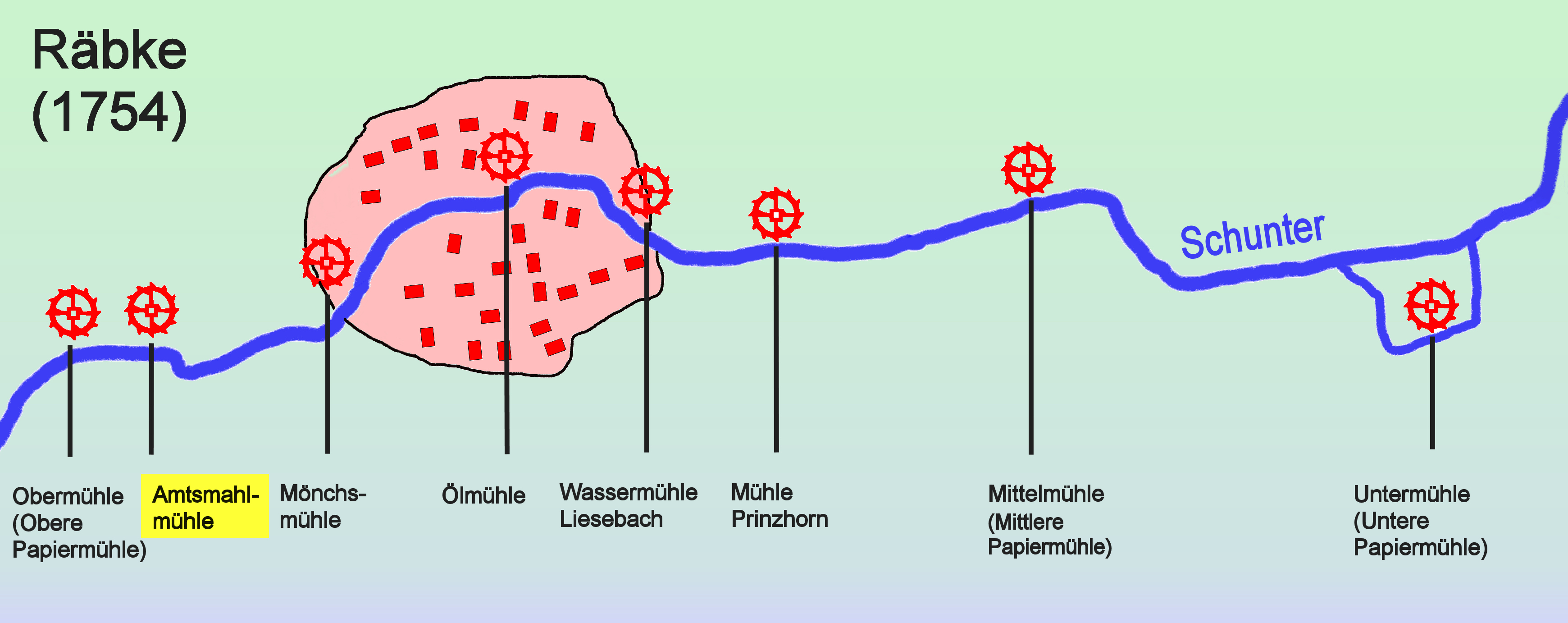
Lage der Mühle an der Schunter, 1754

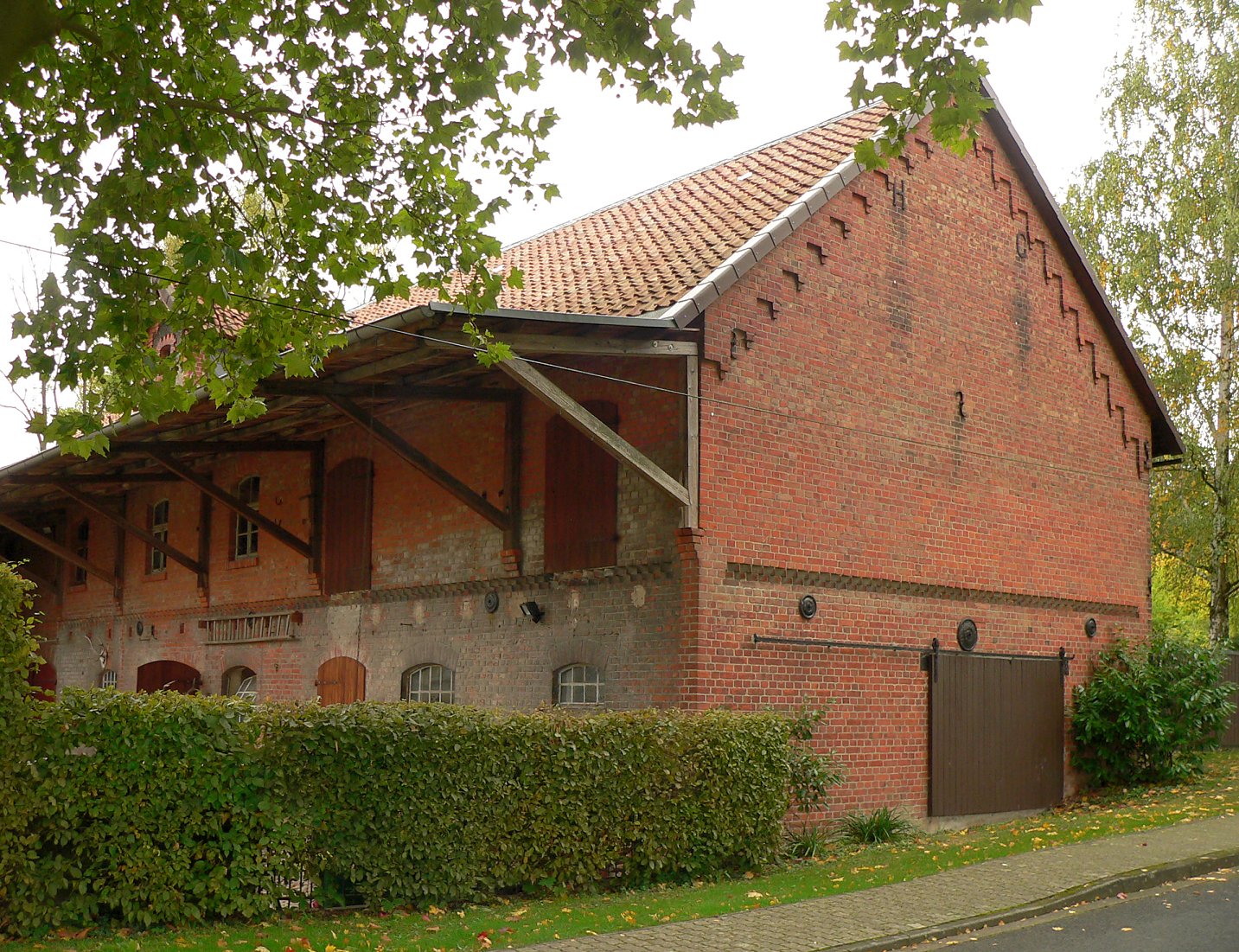
Nebengebäude der Mühle

Das Alter der Mühle ist nicht bekannt. Sie war eine Amtsmahlmühle der Edelleute von Warberg.  Die Mühle bestand seit mindestens Anfang des 18. Jahrhunderts. Laut dem Räbker Erbenzinsregister entstand 1708, nach der Neugründung der flussaufwärts liegenden Oberen Papiermühle, Streit unter den beiden Mühlennachbarn wegen der Wassergerechtsamen.
Die Mühle ist auf einer im Rahmen der Braunschweigischen General-Landesvermessung von 1754 angefertigten Karte von Räbke und Umgebung eingezeichnet. Zu der Zeit lebten in den 84 Wohngebäuden des Dorfes fast 570 Menschen.
Als Amtsmühle bestand das Vorrecht von zwei Mahlgängen. Diesen Wettbewerbsvorteil machten andere Räbker Müller dadurch wett, dass sie Korn von den Kunden abholten und Mehl anlieferten, da sie als Bauern Pferde zur Verfügung hatten. Diese Möglichkeit hatte die Amtsmahlmühle nicht, da eigenes Land fehlte.
Laut dem Räbker Mühlenkataster von 1939 wurde in der Mühle seit etwa 1910 kein Mehl mehr gemahlen, sondern sie war nur noch als Schrotmühle für Kunden aus Räbke in Betrieb. 1939 werden die Gebäude des Mühlenhofes mit landwirtschaftlichen Einrichtungen als neu errichtet beschrieben. 1956 stellte die Mühle wegen Wassermangels den Betrieb ein. Ende der 1960er Jahre wurden das marode Wasserrad und die Mühlensysteme entfernt.